# Ponte Suramadu
Il ponte Suramadu (in indonesiano Jembatan Suramadu) collega la città di Surabaya (sull'isola di Giava) con l'isola di Madura, in Indonesia. Il nome deriva dalle prime quattro lettere dei nomi Surabaya e  Madura.
La lunghezza totale è di 5.438 metri, con la parte centrale in acciaio a sospensione di 818 metri e quelle laterali in cemento armato, con travi a cassone poggianti su pilastri. La parte sospesa ha una tratta centrale di 434 metri (la distanza tra i piloni di sostegno) e due laterali di 192 metri ciascuna. La carreggiata dispone di quattro corsie per ogni senso di marcia: due per gli autoveicoli, una di emergenza e una riservata ai motocicli, per un totale di otto corsie.
Il ponte è stato costruito da un consorzio formato da due ditte indonesiane (PT Adhi Karya e PT Waskita Karya) e due cinesi (China Road and Bridge Corp. e China Harbor Engineering Co. Ltd.). I lavori, iniziati in agosto 2003, sono terminati in giugno 2009, con l'inaugurazione ufficiale il 10 giugno 2009. Il costo totale dell'opera, compresi gli allacciamenti stradali, è stato stimato in circa 445 milioni di dollari USA.
Il transito è a pedaggio, con prezzo iniziale fissato in 30.000 rupie per gli autoveicoli (circa 3 dollari USA) e 3.000 rupie (circa 30 centesimi di dollaro) per i motocicli.